# Ashley Alexandra Dupre
Ashley Rae Maika DiPietro (tên khai sinh Ashley Youmans, sinh ngày 30 tháng 4 năm 1985) là một ca sĩ, người đẹp nổi tiếng với tên gọi Ashley Alexandra Dupré hay Kristen và được truyền thông gọi là gái gọi cao cấp trong tổ chức đường dây mại dâm trong Câu lạc bộ Hoàng đế. Cô gái này khi 22 tuổi đã là tâm điểm trong vụ bê bối tình dục liên quan đến Thống đốc bang New York Eliot Spitzer và góp phần làm tiêu tan sự nghiệp của một vị chính khách đầy triển vọng.

## Tiểu sử
Ashley Alexandra Dupré là một người được sinh ra ở bang New Jersey. Cô đã rời nhà đến New York năm 17 tuổi để theo đuổi sự nghiệp âm nhạc, trở thành ca sĩ hát nhạc R&B trong các hộp đêm au đó chuyển đến Manhattan năm 2004, mất hai năm để hiểu về làng nhạc, về các đầu mối liên trong câu lạc bộ và ngành công nghiệp biểu diễn.
Cô là người cô độc và từng dùng ma túy, nghèo khổ và vô gia cư, nhưng cô có niềm đam mê âm nhạc. Cô từng phát biểu: "Tôi và âm nhạc của mình là một, nhạc chảy ra từ những gì mà tôi trải qua, những gì tôi đã thấy và tôi cảm thấy. Tôi đã hiểu được cảm giác khi có được mọi thứ rồi lại mất tất cả, hết lần này đến lần khác, cảm giác một ngày thức dậy và những người mà bạn quan tâm yêu quý đều đi mất".
Sau đó dính vào vụ bê bối tình dục với Thống đốc Spitzer, người đã trả hàng ngàn USD cho cô (Thống đốc trả hơn 4.000 USD cho một cuộc hẹn hò trong đó có khi là 4.300 USD trong đêm trước Lễ Tình nhân).